# Paulinus Costa
Paulinus Costa (* 19. Oktober 1936 in Rangamati; † 3. Januar 2015 in Dhaka) war ein bangladeschischer Geistlicher und Erzbischof von Dhaka.

## Leben
Paulinus Costa studierte am Collegio Urbano de Propaganda Fide und empfing am 21. Dezember 1963 in Rom die Priesterweihe. 1981 wurde er in Theologie promoviert (PhD).
Papst Johannes Paul II. ernannte ihn am 11. Januar 1996 zum Bischof von Rajshahi. Der Apostolische Nuntius in Bangladesch, Erzbischof Adriano Bernardini, spendete ihm am 26. April desselben Jahres die Bischofsweihe; Mitkonsekratoren waren Michael Rozario, Erzbischof von Dhaka, und Patrick D’Rozario CSC, Bischof von Chittagong.
Papst Benedikt XVI. ernannte ihn am 9. Juli 2005 zum Erzbischof von Dhaka. Am 22. Oktober 2011 nahm Benedikt XVI. das von Paulinus Costa aus Altersgründen vorgebrachte Rücktrittsgesuch an.

## Wirken
Paulinus Costa war als ökumenische Persönlichkeit bekannt, insbesondere für seine Zusammenarbeit mit der muslimischen Bevölkerung. Für sein Wirken wurde er 2007 ausgezeichnet mit dem Mahatma Gandhi Peace Award und dem Menschenrechtspreis der Human Rights Legal Aid Society in Bangladesh.
Staatspräsident Abdul Hamid kondolierte öffentlich seiner Familie und der christlichen Bevölkerung Bangladeshs und dankte Paulinus Costa für sein Wirken.